# ROX Desktop
ROX Desktop — свободная среда рабочего стола для UNIX-совместимых операционных систем, базирующаяся на файловом менеджере ROX-Filer.
Дизайн ROX Desktop фокусируется на маленьких, простых программах, используя drag and drop. Например, пользователь мог бы загрузить архив данных в электронную таблицу из сети, перетаскиванием данных из web-браузера до архиватора и оттуда в электронную таблицу. Программа может быть установлена перетаскиванием архива из сети в архиватор и оттуда в каталог приложений.
Приложения имеют каталоги приложений и таким образом, установка — происходит копированием, а деинсталяция — удалением программы из каталога приложений, запуск программы происходит через основной файловый менеджер. ROX имеет сильную связь с Zero Install — метод идентификации и выполнения программ через URL, позволяющий сделать программную инсталляцию полностью автоматической.
При разработке среды, разработчиков вдохновлял пользовательский интерфейс RISC OS. Название «ROX» происходит от «RISC OS on X».